# Mejmad

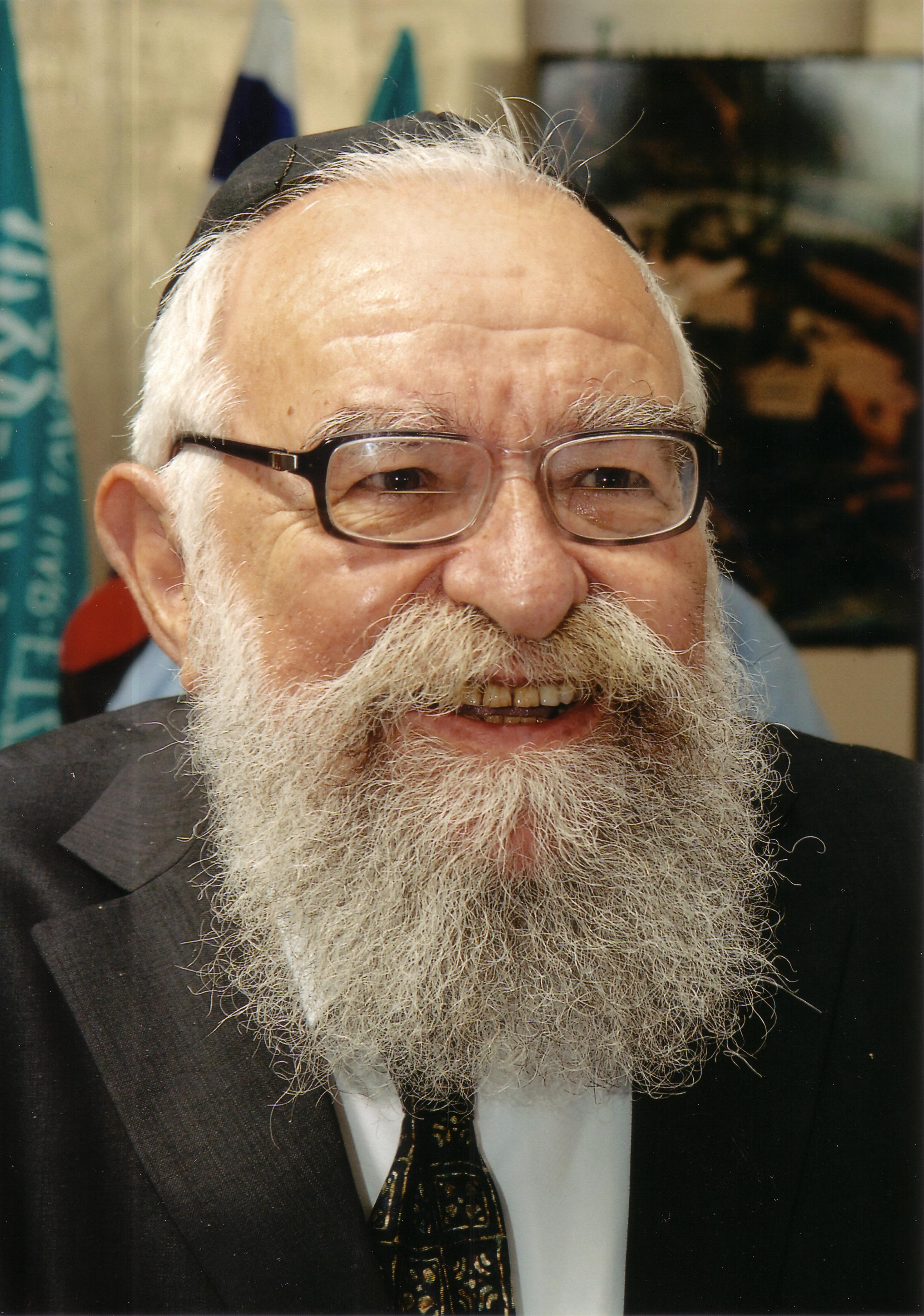
Jehuda Amital, zakladatel strany

Mejmad (hebrejsky מימד‎; akronym pro Medina jehudit, medina demokratit, hebrejsky: מדינה יהודית, מדינה דמוקרטית‎, doslova „Židovský stát, demokratický stát“) je izraelská nábožensky sionistická levicová strana. Byla založena roku 1988 rabínem Jehudou Amitalem. De facto se jedná o náboženskou stranu se sociálně demokratickým programem. Mejmad úzce spolupracuje se Stranou práce.